# ArKipels²
 (janvier 2016).
Si vous disposez d'ouvrages ou d'articles de référence ou si vous connaissez des sites web de qualité traitant du thème abordé ici, merci de compléter l'article en donnant les références utiles à sa vérifiabilité et en les liant à la section « Notes et références ».
ArKipels² est un jeu de rôle adapté de l'univers d'Archipels et des règles du système DK².

## Univers
Le monde du jeu reprend l'univers d'Archipels (D20 system).
Le livre de règles contient un rapide portrait des Archipels.